# مازينهيم
مازينهيم (بالفرنسية: Mazinghem)‏ هي بلدية تقع في إقليم باد كاليه من منطقة نور با دو كاليه في شمال فرنسا. تبلغ مساحة هذه المدينة 5.19 (كم²)، وترتفع عن سطح البحر 29 م، يبلغ عدد سكانها 399 نسمة حسب إحصاء المعهد الوطني للإحصاء والدراسات الاقتصادية سنة 2009 م. وترأس جان-جاك مارتيل البلدية خلال فترة (2008-2014).